# نادي أليكانتي لكرة اليد
نادي أليكانتي لكرة اليد هو نادي كرة يد في إسبانيا تأسس في سنة 1945 يقع مقره في أليكانتي. كان يلعب في الدوري الإسباني لكرة اليد. تبلغ سعة ملعبه 1868 متفرجا. تم حل النادي في سنة 1993.